# Roberto Züst (padre)
Johann Robert Züst, detto Roberto (1843 – 1897), è stato un imprenditore svizzero.

## Biografia
Roberto Züst fu un ingegnere svizzero che operò professionalmente ad Intra. Di famiglia originaria di Lutzenberg (canton Appenzello Esterno), dopo aver studiato ingegneria meccanica al Politecnico Federale di Zurigo si trasferì in Italia nel 1869 entrando nella Güller & Croff di Intra, un'azienda metalmeccanica. Per quello che riguarda l'attività meccanica essa traeva origine da trasferimenti tecnologici dalla Svizzera. Il primo insediamento importante su precedenti lavorazioni del ferro nella zona di Selasca risalgono al 1850. Divenuta nel 1858 Güller & Greuter. All'entrata dell'Ing. Roberto Züst al posto del Greuter nel 1871 si assiste a un rinnovo delle tecnologie e orientazione della produzione verso macchinari accessori per la filatura, la tessitura e le turbine idrauliche. Rilevò la quota di Carlo Greuter della Güller & Greuter, e l'anno prima aveva sposato la figlia di Güller. Il 30 giugno 1888 insieme al cognato Oscar Güller costituì una nuova società in nome collettivo Güller & Züst, con capitale di 160.000 lire. Ingrandì e migliorò la fonderia, perfezionò le macchine a vapore e ne estese le applicazioni. Collaborò alla costruzione delle prime locomotive italiane a vapore. Nel 1893 l'ing. Züst ne diventa il solo proprietario con un nuovo orientamento produttivo verso la costruzione di macchinari di precisione per la lavorazione dei metalli. Il nome Züst è diventato indicatore di una località precisa alla foce del torrente Selasca e lo stabilimento si trasforma nel XX secolo in un Istituto Magistrale. La società cambia ragione sociale nel 1893 in Ing. Roberto Züst fabbrica di macchine utensili e fonderie. I figli furono i fondatori dell'azienda automobilistica Züst.